# Ashville (Ohio)
Ashville ist ein Village im Pickaway County in Ohio, Vereinigte Staaten. Bei der Volkszählung 2020 hatte der Ort 4529 Einwohner.
Das Ashville Small Town Museum gibt an, Amerikas älteste funktionsfähige Verkehrsampel zu besitzen. Diese regelte den Verkehr in der Innenstadt Ashvilles bis in die 1970er Jahre hinein und wurde durch Teddy Boor entworfen.
Ist unten bereits aufgeführt

## Geographie
Ashvilles geographische Koordinaten sind 39° 43′ N, 82° 57′ W (39,717550, −82,952850).
Nach den Angaben des United States Census Bureaus hat die Ortschaft eine Fläche von 4,0 km², ausschließlich Land.

## Demographie
Zum Zeitpunkt des United States Census 2000 bewohnten Ashville 3174 Personen. Die Bevölkerungsdichte betrug 785,6 Personen pro km². Es gab 1337 Wohneinheiten, durchschnittlich 330,9 pro km². Die Bevölkerung Ashvilles bestand zu 97,83 % aus Weißen, 0,19 % Schwarzen oder African American, 0,32 % Native American, 0,06 % Asian, 0 % Pacific Islander, 0,19 % gaben an, anderen Rassen anzugehören und 1,42 % nannten zwei oder mehr Rassen. 1,07 % der Bevölkerung erklärten, Hispanos oder Latinos jeglicher Rasse zu sein.
Die Bewohner Ashvilles verteilten sich auf 1243 Haushalte, von denen in 40,4 % Kinder unter 18 Jahren lebten. 52,5 % der Haushalte stellten Verheiratete, 13,4 % hatten einen weiblichen Haushaltsvorstand ohne Ehemann und 29,8 % bildeten keine Familien. 24,9 % der Haushalte bestanden aus Einzelpersonen und in 9,9 % aller Haushalte lebte jemand im Alter von 65 Jahren oder mehr alleine. Die durchschnittliche Haushaltsgröße betrug 2,55 und die durchschnittliche Familiengröße 3,03 Personen.
Die Bevölkerung verteilte sich auf 29,6 % Minderjährige, 9,6 % 18–24-Jährige, 33,8 % 25–44-Jährige, 17,7 % 45–64-Jährige und 9,3 % im Alter von 65 Jahren oder mehr. Das Durchschnittsalter betrug 31 Jahre. Auf jeweils 100 Frauen entfielen 93,5 Männer. Bei den über 18-Jährigen entfielen auf 100 Frauen 85,3 Männer.
Das mittlere Haushaltseinkommen in Ashville betrug 40.778 US-Dollar und das mittlere Familieneinkommen erreichte die Höhe von 47.092 US-Dollar. Das Durchschnittseinkommen der Männer betrug 35.236 US-Dollar, gegenüber 22.231 US-Dollar bei den Frauen. Das Pro-Kopf-Einkommen belief sich auf 16.645 US-Dollar. 9,5 % der Bevölkerung und 6,3 % der Familien hatten ein Einkommen unterhalb der Armutsgrenze, davon waren 11,5 % der Minderjährigen und 6,0 % der Altersgruppe 65 Jahre und mehr betroffen.

## Söhne und Töchter (Auswahl)
- John Holmes (1944-1988), Pornodarsteller